# HD 29573
HD 29573，又名BD-12 955，SAO 149789、HR 1483，是一颗恒星，视星等为5.01，位于銀經208.96，銀緯-34.85，其B1900.0坐标为赤經4h 34m 13.7s，赤緯-12° -34.85′ 16″。